# Alcock Scout
Alcock Scout, còn gọi là A.1 và Sopwith Mouse, là một mẫu thử máy bay tiêm kích hai tầng cánh của Anh trong Chiến tranh thế giới I.

## Tính năng kỹ chiến thuật
Dữ liệu lấy từ War Planes of the First World War: Volume One Fighters
Đặc điểm tổng quát
- Kíp lái: 1
- Chiều dài: 19 ft 1 in (5,82 m)
- Sải cánh: 24 ft 3 in (7,39 m)
- Chiều cao: 7 ft 9 in (2,36 m)
- Động cơ: 1 × Clerget 9Z, 110 hp (84 kW)

Vũ khí trang bị
- 1 x Súng máy Vickers.303

## Citations
1. 1 2  Bruce 1965, p. 8.